# Ванда Бронська
Ванда Бронська-Пампух, пол. Wanda Brońska-Pampuch (*1911 чи 1912 — †9 лютого 1972) — польська журналістка, перекладачка та письменниця, дочка Мечислава Броньського, діяча Комустичної Партії Польщі.
Разом з батьками супроводжувала Леніна під час його подорожі зі Швейцарії до Росії перед початком Жовтневого перевороту. Пізніше, під час так званої «великої чистки», її батьків застрілили у Москві, сама ж вона потрапила до ГУЛАГу, працювала на копальні золота у Магадані. Після СВ ІІ повернулася до Польщі та почала працювати журналісткою. Була направлена на роботу до НДР, але в 1949 звідти вона перейшла до Західного Берліна. Потім працювала на Радіо «Свобода», в ефірі якого розказувала правду про систему радянських таборів.
В 1953 до Західної Німеччини із завданням повернути до рук Штазі Ванду Бронську вирушив Йозеф Світло. Але він залишився у ФРН.